# Grandidierella dentimera
Grandidierella dentimera är en kräftdjursart som beskrevs av A. A. Myers 1970. Grandidierella dentimera ingår i släktet Grandidierella och familjen Aoridae. Inga underarter finns listade i Catalogue of Life.